# Лъчезар Ангелов
Лъчезар Ангелов е български футболист. Роден е на 24 януари 1994 г. в Пловдив. Висок 180 см, тежи 74 кг. Играе като полузащитник за „Марица“ (Пловдив). Юноша на Спартак (Пловдив).

## Кариера
- Прави професионален дебют за първия отбор на Спартак (Пловдив) срещу отбора на Черноморец (Поморие) на 8 август 2010 на 16 години.
- Юношески национал, участник в Евроквалификациите за сезон 2011/2012 с юношеския национален отбор по футбол на България.
- Шампион на България, родени 1994, през 2008 г. с отбора на Спартак (Пловдив)[4]
- Вицешампион на България в Елитна юношеска група до 17 години, родени 1994 г. сезон 2010 – 2011 с отбора на Спартак (Пловдив)
- Шампион на България, родени 1994, през 2012 г. с отбора на Спартак (Пловдив)

## Статистика по сезони
| Сезон    | Отбор             | Първенство         | Мачове | Голове |
| -------- | ----------------- | ------------------ | ------ | ------ |
| 2010/11  | Спартак (Пловдив) | Б група            | 7      | 0      |
| 2011/12  | Ботев (Пловдив)   | Б група            | 0      | 0      |
| 2012/ес. | Ботев (Пловдив)   | А група            | 0      | 0      |
| 2013/пр. | Раковски          | Б група            | 5      | 0      |
| 2013/14  | Раковски          | Б група            | 1      | 0      |
| 2015/16  | Несебър           | Югоизточна В група | 24     | 3      |
| 2016/ес. | Несебър           | Б група            | 5      | 0      |

Статистиката отразява само професионални мачове на клубно ниво и официални мачове с национален отбор.